# Захват Achille Lauro
Захват «Акилле Лауро» — террористическая акция Палестинского фронта освобождения, проведённая в октябре 1985 года. Четырьмя боевиками в море был захвачен итальянский круизный лайнер «Акилле Лауро». Один из заложников был убит террористами.

## Ход событий
Палестинский фронт освобождения (ПФО) во главе с Абу Аббасом был одной из радикальных фракций Организации освобождения Палестины (ООП). До 1985 года ПФО было организовано несколько нападений на Израиль через границу с Ливаном.

### Захват судна
7 октября 1985 года четыре вооружённых террориста ПФО во главе с Юсуфом Маджид аль-Мульки захватили итальянское круизное судно «Акилле Лауро» с 349 пассажирами на борту на пути из Александрии в Порт-Саид. Боевики заранее сели на корабль в Генуе с фальшивыми паспортами. Организатором акции был Абу Аббас. В 13:07 боевики, вооружённые автоматами Калашникова, вошли в столовую, где обедали пассажиры, открыли огонь поверх голов и затем заявили о захвате судна.
Согласно заявлению ПФО, первоначально планировалось осуществить атаку в израильском городе Ашдод, куда судно должно было зайти позже. Эта акция была якобы ответом на израильский авиаудар по штаб-квартире Организации освобождения Палестины в Тунисе 1 октября 1985 года. Однако в 2013 это было опровергнуто вдовой Абу Аббаса Рим аль-Нимер: она заявила, что акция готовилась 11 месяцев и боевики ПФО дважды путешествовали на судне, проверяя маршрут. Захват судна вместо нападения на Ашдод произошёл по словам самих террористов потому, что член экипажа обнаружил их в тот момент, когда они проверяли оружие. По мнению аль-Нимер, молодые люди просто не захотели умирать, поскольку нападение на Ашдод не оставляло им никаких шансов на возвращение.
Сигнал SOS был передан радистом судна в 15:00. Итальянские и американские ВВС, морские силы и антитеррористические подразделения в регионе были приведены в боевую готовность. Итальянская авиация начала поиск судна, а на флагманском крейсере «Витторио Венето» к штурму «Акилле Лауро» были подготовлены 4 вертолёта с 60 десантниками 9-го парашютно-штурмового полка Col Moschin. Одновременно итальянское правительство пыталось наладить канал переговоров с террористами через президента Египта Хосни Мубарака и председателя ООП Ясира Арафата.

### Ультиматум и убийство заложника
8 октября корабль прибыл в сирийский порт Тартус. Террористы выдвинули требование к Израилю освободить 50 палестинских арабов, членов организации Force-17 (личная охрана Ясира Арафата) находящихся в израильских тюрьмах, а также ливанского террориста Самира Кунтара. Захватчики угрожали в случае попытки освобождения заложников взорвать корабль. Однако Израиль проигнорировал требования террористов, а Сирия отказалась принять «Акилле Лауро» в Тартусе.
После отказа Сирии принять судно, террористами был убит один заложник — 69-летний американский еврей Леон Клингхоффер, инвалид, прикованный к коляске. Аль-Мульки выстрелил ему в голову и в грудь. Тело Клингхоффера было выброшено за борт на глазах его жены Мерилин. Террористы пообещали убивать каждые три минуты по заложнику, однако затем отказались от этого и взяли курс на Египет. По некоторым данным, решение направить судно в Египет было принято Ясиром Арафатом. Абу Аббас связывался с угонщиками по радио и инструктировал их.

### Сдача террористов и их преследование
9 октября в 15:30 судно пришло в Порт-Саид и после напряжённых переговоров террористы сдались египетским властям. Итальянское правительство гарантировало террористам свободу, если пассажиры не пострадают, и утверждало, что на момент сдачи террористов не знало об убийстве Клингхоффера, хотя американцы сообщили им о получении разведывательной информации об убийстве пассажира. В этот день Совет Безопасности ООН единогласно осудил захват «Акилле Лауро».
Президент Египта Хосни Мубарак 10 октября в 12 часов дня на пресс-конференции также утверждал, что не знал об убийстве и сказал, что террористы вылетели в Тунис египетским самолётом Boeing 737. На самом деле в этот момент, по данным американских спецслужб, они находились на военной базе Аль Маза в 30 километрах от Каира, а вылет состоялся только в 21:15 того же дня. На борту были 4 террориста-угонщика, 2 представителя ООП (в том числе Абу Аббас) и 8 египтян. В 22:00 самолёт был перехвачен 4 американскими истребителями F-14 с авианосца USS Saratoga и приземлён на аэродром военно-морской базы Сигонелла в Сицилии.
Противоречия между американским и итальянским правительством (президент США Рональд Рейган требовал экстрадировать убийцу американского гражданина в США, итальянцы считали, что они сами вправе судить террористов) чуть не привели к вооружённому столкновению между солдатами итальянских ВВС и карабинерами с одной стороны и американскими спецназовцами из отряда «Дельта» с другой.
12 октября Абу Аббас, чья персональная причастность к захвату судна на тот момент формально не была доказана, был освобождён итальянскими властями и бежал в Югославию. Участвовавшие в нападении на корабль террористы были приговорены судом Генуи к длительным срокам тюремного заключения, всего обвинения, в том числе заочно, были предъявлены 11 лицам, замешанным в этом преступлении.

## Участники теракта
Четверо участвовавших в захвате террористов были идентифицированы итальянскими правоохранительными органами:
- Юсуф Маджид аль-Мульки, 23 года, родом из Иордании;
- Ахмад Маруф аль-Ассади, 23 года, из Дамаска;
- Ибрагим Фатайер Абделатиф, 20 лет, из Бейрута;
- Бассам аль-Аскер, 19 лет, из Триполи. Впоследствии выяснилось, что ему 17 лет и следовательно он по итальянским законам несовершеннолетний[18].

Пятый, несостоявшийся участник нападения, Мохаммед Исса Аббас (двоюродный брат Абу Аббаса) был арестован ранее итальянской полицией за использование поддельного паспорта.
Абу Аббас в 1986 году как организатор теракта был заочно приговорён к пяти пожизненным заключениям. В 1996 году Аббас извинился за смерть Клингхоффера, сказав, что это была ошибка. До апреля 2003 года он скрывался от правосудия в Ираке, где был задержан американским спецназом и впоследствии умер в заключении 9 марта 2004 года.
Юсуф Маджид аль-Мульки (убийца Леона Клингхоффера) был приговорён к 30 годам заключения. В 1996 году бежал из тюрьмы, но был найден и повторно арестован в Испании. Он был условно-досрочно освобождён за примерное поведение 29 апреля 2009 года, отсидев 24 года. Ибрагим Фатайер Абделатиф был приговорён к 25 годам и 2 месяцам заключения. 7 июля 2008 года он был досрочно освобождён после 20 лет отбытия наказания.
Аль-Аскер был приговорён к 17 годам заключения. Ассади получил по суду 15 лет и 2 месяца заключения. В 1991 году они были условно-досрочно освобождены и после этого немедленно скрылись.

## Отголоски скандала и последствия
Освобождение Абу Аббаса привело к серьёзным проблемам в отношениях между США и Италией, вызвало политический скандал, который привёл к отставке министра обороны Италии Джованни Спадолини, а затем к отставке всего правительства Италии.
Предполагаемая связь террористов с ООП и её главой Ясиром Арафатом стала причиной ряда конфликтов. Так, в 1995 году мэр Нью-Йорка Рудольф Джулиани возглавил комитет «Нью-Йорк принимает гостей», проводивший торжественные мероприятия, посвящённые пятидесятой годовщине ООН. Он отказался направлять приглашения на эти мероприятия делегации Палестинской национальной администрации, поскольку считал, что её руководство причастно к захвату «Акилле Лауро» и гибели Леона Клингхоффера. Явившегося без приглашения Ясира Арафата Джулиани приказал «вышвырнуть» из Линкольн-центра. В ответ на претензии политиков и общественности Джулиани заявил: «Вы не должны забывать, что этот человек является диктатором, и что он убийца и что он убивал американцев».
Дочери погибшего Леона Клингхоффера подали против «Организации освобождения Палестины» иск на 1,5 млрд долларов. В декабре 1985 года Фарук Каддуми, официальный представитель ООП при ООН, публично обвинил Мэрилин Клингхоффер, что Леон не был убит террористами, а она сама столкнула мужа за борт, чтобы получить страховку. К тому времени, помимо заявлений свидетелей убийства, уже было найдено тело Леона Клингхоффера с двумя огнестрельными ранениями. В 1997 году ООП урегулировало финансовые претензии с семьей Клингхоффер, сумма соглашения не разглашается. На полученные деньги дочери Клингхоффера совместно с «Антидиффамационной лигой» создали «Фонд памяти Леона и Мэрилин Клингхоффер». Фонд занимается лоббированием законодательства по борьбе с терроризмом.

## В искусстве
- По событиям, связанным с захватом «Акилле Лауро», в 1990 году был снят телефильм «Террор на борту» (англ. Voyage of Terror – The Achille Lauro Affair)
- В 1991 году композитор Джон Адамс написал оперу «Смерть Клингхоффера» (англ. The Death of Klinghoffer).